# اليوم الدولي لنيلسون مانديلا
اليوم الدولي لنيلسون مانديلا (بالإنجليزية: Nelson Mandela Internatioal Day)‏ هو يوم عالمي أعلنت عنه اليونسكو في 10 نوفمبر 2009. للاحتفال به في 18 يوليو من كل سنة بمناسبة ولادة الزعيم نيلسون مانديلا الذي كافح ضد الأبارتيد ثم أصبح رئيسًا لجنوب أفريقيا وذلك «اعترافاً بإسهام رئيس جنوب أفريقيا الأسبق في ثقافة السلام والحرية» حسب المنظمة.

في هذا اليوم، يدعى كل مواطن في العالم لتكريس رمزية سبعة وستين دقيقة من وقته للعمل في خدمة المجتمع، لإحياء ذكرى السنوات السبعة وستين الذين كرسهم نيلسون مانديلا لمكافحة العنصرية والدفاع عن حقوق الإنسان.

تم الاحتفال بأول يوم لنيلسون مانديلا في 18 يوليو 2010، ووافق هذا اليوم عيد ميلاده الثاني والتسعين.

## روابط خارجية
- الموقع الرسمي لليوم الدولي لنيلسون مانديلا على موقع الأمم المتحدة.